# تتسویا آبه
تتسویا آبه (انگلیسی: Tetsuya Abe؛ زادهٔ ۲۴ ژوئن ۱۹۸۳) فوتبالیست اهل ژاپن است.
از باشگاه‌هایی که در آن بازی کرده‌است می‌توان به کونسادول ساپورو اشاره کرد.